# Хейдари, Али Акбар
Сейид Али Акбар Хейдари (перс. علی اکبر حیدری‎, 14 июля 1941) — иранский борец вольного стиля, призёр Олимпийских и Азиатских игр.

## Биография
Родился в Тегеране. В 1964 году стал бронзовым призёром Олимпийских игр в Токио. В 1965 году занял 4-е место на чемпионате мира. В 1966 году завоевал бронзовую медаль Азиатских игр.